# Augenspiegel (Reuchlin)

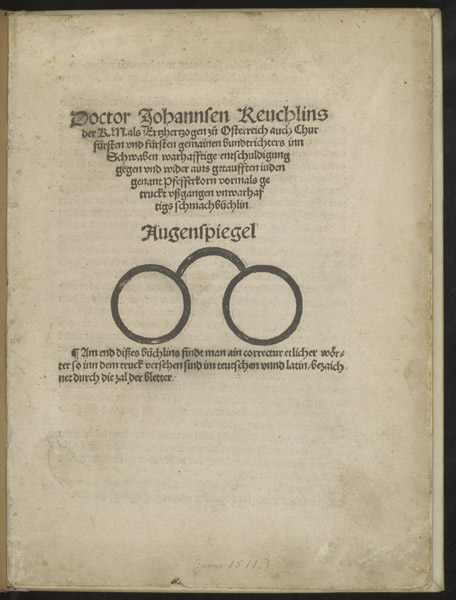
Augenspiegel

Der Augenspiegel war eine Streitschrift, verfasst 1511 von Johannes Reuchlin, der im Judenbücherstreit Position gegen die Absicht bezog, Schriften auf Hebräisch zu verbrennen. Reuchlin selbst wurde daraufhin als Ketzer angeklagt und seine Schriften, vor allem der Augenspiegel, 1520 durch Papst Leo X. verboten.

## Hintergrund
Reuchlin hat seinen Augenspiegel in deutscher Sprache geschrieben und veröffentlicht. Er wurde von Thomas Anshelm in Tübingen im Herbst 1511 gedruckt und erschien gleich darauf zur Frankfurter Herbstbüchermesse.  Der Augenspiegel ist die Antwort auf einen Angriff von Johannes Pfefferkorn, der in seinem Handtspiegel in deutscher Sprache Reuchlin attackierte. Ein über den neu etablierten Buchdruck ausgetragener öffentlicher Streit begann, der als erstes Medienereignis der Neuzeit bezeichnet werden kann. Pfefferkorn rief, mit der geistlichen Macht in Gestalt des Kölner Dominikanerordens im Rücken, dazu auf, die Bücher der Juden mit Ausnahme der biblischen Bücher (Altes Testament) zu verbrennen. Reuchlin verfasste ein Gutachten, das sich gegen die Verbrennung richtete (verbrennt nicht, was ihr nicht kennt!). Das Gutachten Reuchlins wie auch sein Augenspiegel wurden zurecht als antiinstitutionelles Plädoyer verstanden. Aus der Perspektive des philologisch kompetenten Humanisten griff er hiermit die institutionell gefestigte Position der Universitätstheologen an, die sich als Wächter des rechten Glaubens und über das zulässige Wissen verstanden. Die Position des Theologen nimmt für ihn der Papst ein, die zweite Position steht ihm und seinesgleichen, den humanistisch Gebildeten, zu. Bereits 1513 versuchte der Kölner Dominikanerprior und Inquisitor Jakob Hoogstraeten den Augenspiegel als häretisch zu brandmarken, was ihm ohne Rückendeckung der Kurie aber nicht völlig gelang. Dennoch ließ er den Augenspiegel öffentlich verbrennen, was ihn seine Ämter kostete und ihm reichlich Spott einbrachte. Reuchlin gewann zwar den Rechtsstreit gegen den Inquisitor, verlor jedoch durch die Kosten sein gesamtes Vermögen; er wurde 1520 dann doch von der römischen Kurie verurteilt.

## Inhalt
Das gedruckte Buch enthält als Hauptbestandteil das in deutscher Sprache verfasste Gutachten Reuchlins für den Kaiser. Maximilian I. erlaubte Pfefferkorn zuvor, jüdische Schriften zu beschlagnahmen, und beauftragte Reuchlin mit einem Gutachten, ob die Konfiszierung jüdischer Bücher rechtens sei. Reuchlin machte in seinem Gutachten (Ratschlag) klar, dass das jüdische Schrifttum nicht als Ganzes verneint oder bejaht werden kann, sondern zunächst einmal in seiner Unterschiedlichkeit wahrzunehmen ist.  Er teilt die jüdischen Schriften in sieben Arten ein:
1. die Heiligen Schriften der Juden, ihre Bibel (Altes Testament); 2. der Talmud; 3. die Kabbala; 4. Glossen und Kommentare zu den biblischen Schriften (Perusch); 5. Reden, Disputationen, Predigtbücher (Midrasch); 6. Schriften der jüdischen Philosophen und Gelehrten aller Wissenschaften (Sepharim); 7. Poetisches, Fabeln, Gedichte, Märchen, Satiren, Sammlung von Lehrbeispielen (Dichtung). Nach der Einteilung der jüdischen Literatur in Gattungen wirft er der Gegenseite Ignoranz und Vorurteile als Basis für die Verurteilung der jüdischen Schriften vor, da diese die Sprache nicht beherrschten. Als Fazit beschreibt er den Weg, über eine Ausweitung der Hebräischkenntnisse und den Studien zur jüdischen Literatur zu einem Verständnis zu kommen.

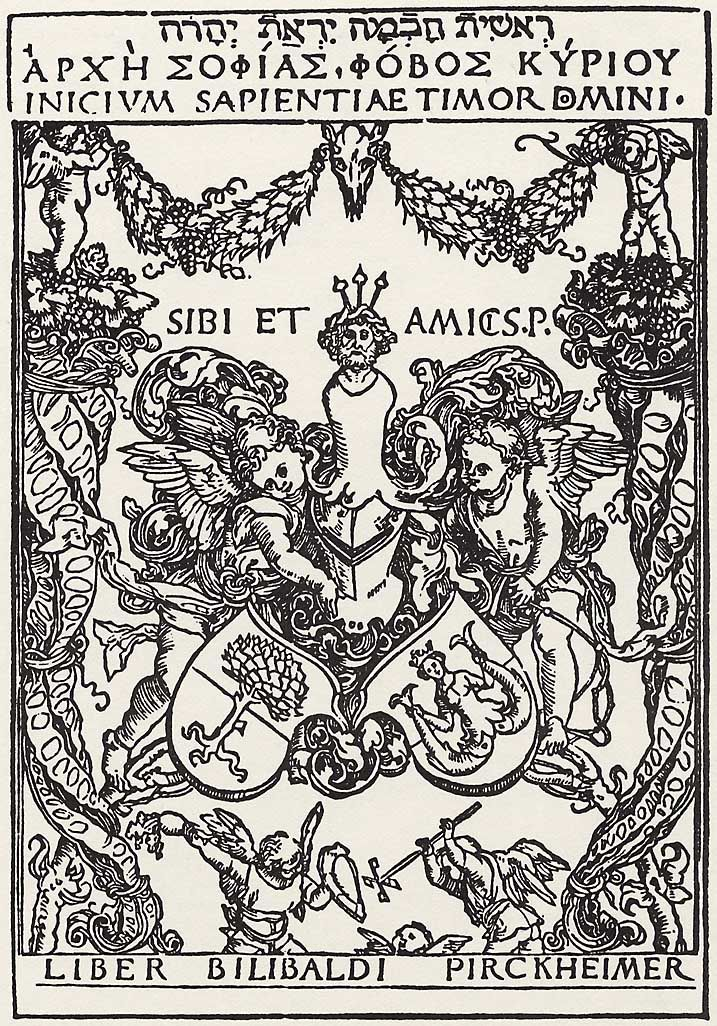
Dürer, Albrecht. Exlibris Bilibald Pirckheimer dreisprachig wie auf Reuchlins Epitaph

## Rezeption
Die Publikation in deutscher Sprache hat dazu beigetragen, dass die Rezeption des Augenspiegels nicht nur auf die Kreise beschränkt blieb, die der lateinischen Sprache mächtig waren. Durch das Gutachten und diverse Gegengutachten entwickelte sich ein mehrjähriger erbitterter Streitschriftenkrieg zwischen Befürwortern Reuchlins und Anhängern Pfefferkorns und der Position der Dominikaner. 

Das Bühnenstück Burning Words von Peter Wortsman ist zum 500. Jahrestages des Augenspiegels 2011 der Reuchlin-Affäre gewidmet.

Die Kuratoren Valerie Hotchkiss und David Price von der University of Illinois organisierten eine Ausstellung zur Erinnerung an Reuchlins Verteidigung jüdischer Schriften. Die Ausstellung wird getragen von der internationalen Zusammenarbeit  amerikanischer Bibliotheken und deutscher Institutionen. Sie soll den Mann ehren, der für Toleranz, den Respekt vor Menschen und Büchern und für die Macht des Wissens eintrat. Vorurteile sollen am Beispiel Reuchlins in Frage gestellt werden und ein Verständnis für kulturelle Unterschiede gefördert werden.

Mit dem Humanisten Willibald Pirckheimer pflegte Reuchlin während des Bücherstreits einen regen Briefverkehr. Die meisten Briefe stammen aus den Jahren 1518–1520 und geben Auskunft über Reuchlins Exil an der bayerischen Universität Ingolstadt.